# Jews of Egypt
Jews of Egypt (em árabe: عن يهود مصر) é um documentário egípcio produzido por Haitham Al-Khamissi e dirigido por Amir Ramses, também é co-escrito e pesquisado por Mostafa Youssef. Ele documentou a história do povo judeu no Egito. Alastair Beach, do The Independent, disse que o filme foi "[considerado] o primeiro filme do gênero a ser lançado em estréia geral".

## Conteúdo
O filme aborda a participação judaica nos negócios e artes egípcios na primeira metade do século XX. Então ele menciona a fundação de Israel em 1948, a Revolução Egípcia de 1952 e a Crise de Suez em 1956. Devido à crise, os judeus do Egito foram forçados ao exílio. 

## Produção
O diretor Amir Ramses disse que pensa em fazer o filme há vários anos. Ramses e o produtor Haitham Al-Khamissi financiaram o filme, acreditando que ter um patrocinador, árabe ou não, dificultaria a neutralidade do filme. 
Ramsés fez uma viagem de seis meses para se preparar para fazer o filme. Ele começou a realizar pesquisas no final de 2008. A investigação consistiu em localizar e entrevistar judeus no Egito, construir um "esqueleto histórico" e, em seguida, obter mídia impressa, vídeos e outros materiais de arquivo. As filmagens começaram em 2009. A revolução egípcia de 2011 causou a suspensão do trabalho no filme. Enquanto isso, o diretor e seu grupo fizeram uma viagem ao Marrocos . O trabalho no filme foi realizado por mais um ano até o final de setembro de 2012. 

## Lançamento
Sua estréia ocorreu em outubro de 2012, durante o Panorama do cinema europeu. Amir Ramses disse que a estréia ocorreu em um "contexto descaradamente intelectual". Foi exibido no Festival de Inverno da Câmara Árabe de 2012 do Hemisfério Norte, em Roterdão, e no Festival Internacional de Cinema de Palm Springs, em janeiro de 2013. 
Na primeira semana de março de 2013, foi exibido nos cinemas do Cairo. O produtor Haitham El-Khameesy disse que funcionários do Gabinete de Censura não emitiram uma permissão para o lançamento de seu filme nos cinemas egípcios e pediram para vê-lo antes de permitir a exibição. Reuters disse que a fonte de segurança disse a eles que a permissão foi concedida e que não impediu sua revisão. A exibição do filme egípcio foi finalmente agendada para 27 de março de 2013. 

## Recepção
Em 2013, Sara Elkamel, da Al Ahram Weekly, disse: "Até agora, o filme foi esporadicamente atacado na imprensa, principalmente na forma de acusações de 'normalização com Israel', mas o cineasta não recebeu ameaças de morte ou ataques diretos". 
Depois que o governo egípcio cancelou a exibição do filme, Khaled Diab, um blogueiro e jornalista egípcio-belga, produziu um artigo de opinião no Haaretz, no qual argumentou que "isso prejudica a rejeição ao forte sentimento antijudaico" no país, apesar de nos lembrar dos egípcios uma era passada de diversidade e tolerância". Ada Aharoni, editora de "A Era de Ouro dos Judeus do Egito", disse: "Este filme afirmou que os judeus estavam bem no Egito e foram apenas para os Estados Unidos e França, não para Israel, e ainda foi proibido". 

## Ligações externos
- Site oficial dos judeus do Egito
- " بيان من أسرة فيلم عن يهود مصر ". (em árabe)
- Jews of Egypt. no IMDb.
- Razek, Rami Abdel (رامي عبد الرازق) "é um nome de arquivo pessoal". . ليس فيلماً عن التاريخ بل عن الحاضر ". (. "( Arquivo ) Al-Masry Al-Youm . Quarta-feira, 3 de abril de 2013.
- " مخرج فيلم" عن يهود مصر ": نقدم صورة للهوية المصرية ." (. "( Arquivo ) CNN Arab . Domingo, 24 de março de 2013.